# Laura Amaya
Laura Amaya (* 7. September 1976) ist eine mexikanische Badmintonspielerin. 

## Karriere
Laura Amaya nahm 1993 und 2001 an den Badminton-Weltmeisterschaften teil. Bei den Argentina International 2000 gewann sie den Titel im Damendoppel. Platz zwei belegte sie bei der Carebaco-Meisterschaft 1997 und den Brazil International 2000. Bei den Zentralamerika- und Karibikspielen 2002 wurde sie ebenso Dritte wie bei den Mexico International 2002. 